# سوقومون تهلیریان
سوقومون تهلیریان (به ارمنی: Սողոմոն Թեհլիրեան)،(زادهٔ ۲ آوریل ۱۸۹۶ در روستای باکارین در نزدیکی شهر کارین – درگذشتهٔ ۲۳ مه ۱۹۶۰ در سان فرانسیسکو)، نجات یافته از نسل‌کشی ارمنی‌ها، او توانست در سال ۱۵ مارس ۱۹۲۱ در برلین طلعت پاشا را ترور کند.

## زندگی‌نامه
روستای محل تولد سوقومون به دلیل شرایط نامناسب و کمبود زمین‌های زراعی قادر به تأمین معاش زندگی روستاییان نبود؛ لذا مردان روستا برای کسب درآمد به منطقهٔ بالکان می‌رفتند و بین روستای محل سکونت خود و منطقه بالکان دررفت‌وآمد بودند. در ۱۹۰۵م، پدر سوقومون، پس از هفت سال غربت، در راه بازگشت به روستای محل تولد خود بود، اما پدر سوقومون هرگز به روستا نرسید، زیرا به محض پیاده شدن از کشتی سربازان عثمانی او را دستگیر کردند و به زندان انداختند. گناه خاچاطور سوار شدن به یک کشتی روسی برای عزیمت به منطقهٔ بالکان در هفت سال پیش بود. او به شش ماه زندان محکوم شد لیکن آنها خاچاطور، پدر سوقومون را مجبور کردند به صربستان بازگردد.
سوقومون در ۱۹۱۳ میلادی، در هفده سالگی، پس از پانزده سال انتظار، موفق به دیدار پدر شد. او قصد داشت پس از دیدار پدر برای ادامهٔ تحصیل به آلمان برود اما شروع جنگ جهانی اول این امکان را از وی سلب کرد.
جنگ جهانی اول چنین فرصت مناسبی را به ترکان جوان داد. سرانجام در سال ۱۹۱۵ طی یک برنامه از پیش ریخته شده، نسل‌کشی ارمنی‌ها را به مرحله اجرا درآوردند.

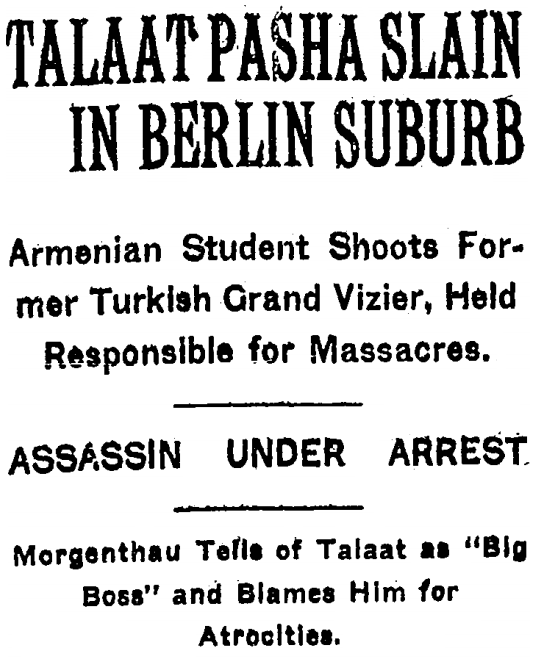
تیتر روزنامه نیویورک تایمز ۱۶ مارس ۱۹۲۱

بنابراین، روستای باکارین، محل تولد سوقومون تهلیریان، نیز از میان رفت به طوری که از خانواده و اقوام ۸۵ نفری آنها فقط سوقومون جوان، که در خارج از روستا در صربستان زندگی می‌کرد و دختر دوازده سالهٔ برادر بزرگش، جان سالم به در بردند.

## عملیات نمسیس
دولت مغلوب عثمانی، که در اکتبر ۱۹۱۸ تسلیم متفقین شد، از یک سو از ترس اینکه مبادا شرایط سهمگین تر و سنگین تری از سوی دول فاتح بر امپراتوری تحمیل شود و از سوی دیگر برای فرونشاندن خشم متفقین و ایجاد وجهی مطلوبتر در دنیا اقدام به برپایی محاکمهٔ عاملان تُرک جنایات جنگی کرد. پس از جنگ جهانی اول بسیاری از این افراد توسط خود مقامات تُرک محاکمه و مجرم شناخته شدند ولی به کیفر نرسیدند. (غیر از چند تن که توسط عدالت خواهان ارمنی به سزای اعمال خود رسیدند).
برخی اعضاء برجسته فدراسیون انقلابی ارمنی، حکم مرگ رهبران سیاسی دولت عثمانی را به اجرا درآوردند. آنان نقش فعالی در برنامه‌ریزی و دستور صدور قتل‌عام ارمنی‌ها داشته و از سوی دادگاه‌های نظامی تُرکی سال‌های ۱۹۱۹ تا ۱۹۲۰ محاکمه شده‌اند داشته‌اند. این عملیات که به عنوان عملیات نمسیس شناخته شد برای تعقیب چنین رهبرانی در سطح جهان ادامه یافت و حداقل هفت نفر از این رهبران کشته شدند.
یکی از این مردان سوقومون تهلیریان جوان بود که توانست در برلین، در صبحگاه ۱۵ مارس ۱۹۲۱ میلادی، طلعت پاشا را ترور کند.
گروه تجسس انقلابیون ارمنی به رهبری «شاهان ناتالی» قبلاً در برلین مستقر گشته و مخفیگاه طلعت را شناسایی کرده بود. طلعت با نام مستعار «علی صالح بیگ» در خانه شماره چهار خیابان «هاردنبرگ» برلین اقامت گزیده بود.
او پس از قتل طلعت، صحنه را ترک نکرد و به افرادی که گرد آمده و خواستار دستگیری او بودند اظهار داشت:
«من قاتل نیستم. این بهای خون ۱/۵ میلیون از هموطنانم است که به دست طلعت و سایر همفکران جلادش به خاک و خون کشیده شدند.»
سوقومون دستگیر و برای بازجویی و محاکمه به زندان فرستاده شد.

## دادگاه سوقومون تهلیریان
دادگاه محاکمهٔ تهلیریان، به ریاست دکتر «لِمبرگ»، پس از جلسات متعدد و شنیدن سخنان شهود وارد شور نهایی و صدور حکم شد. رئیس هیئت منصفه، با ادای سوگند، با قاطعیت گفت: 
«رأی ما تبرئهٔ متهم از کلیهٔ اتهامات وارده است.»

دکتر لِمبرگ گفت: 
«من با توجه به وظیفهٔ قانونی خود و با احترام به رئیس هیئت منصفه اعلام می‌دارم که سوقومون تهلیریان، متهم به قتل طلعت پاشا، وزیر سابق امور داخلی امپراتوری عثمانی، از کلیهٔ اتهامات وارده در مورد قتل تبرئه شده و از این لحظه می‌تواند آزادانه به زندگی خود ادامه دهد.»

همسر طلعت که در اولین جلسات دادگاه حضور داشت، شصت سال بعد در سال ۱۹۸۱ میلادی در سن ۸۹ سالگی اعلام داشت که: 
«طلعت منتظر چنین روزی بوده و همیشه تأکید می‌کرد باید کاری کرد که ارمنی‌ها هیچگاه فرصت پیگیری مسئله کشتار خود را نداشته باشند.»

## ادامه حیات

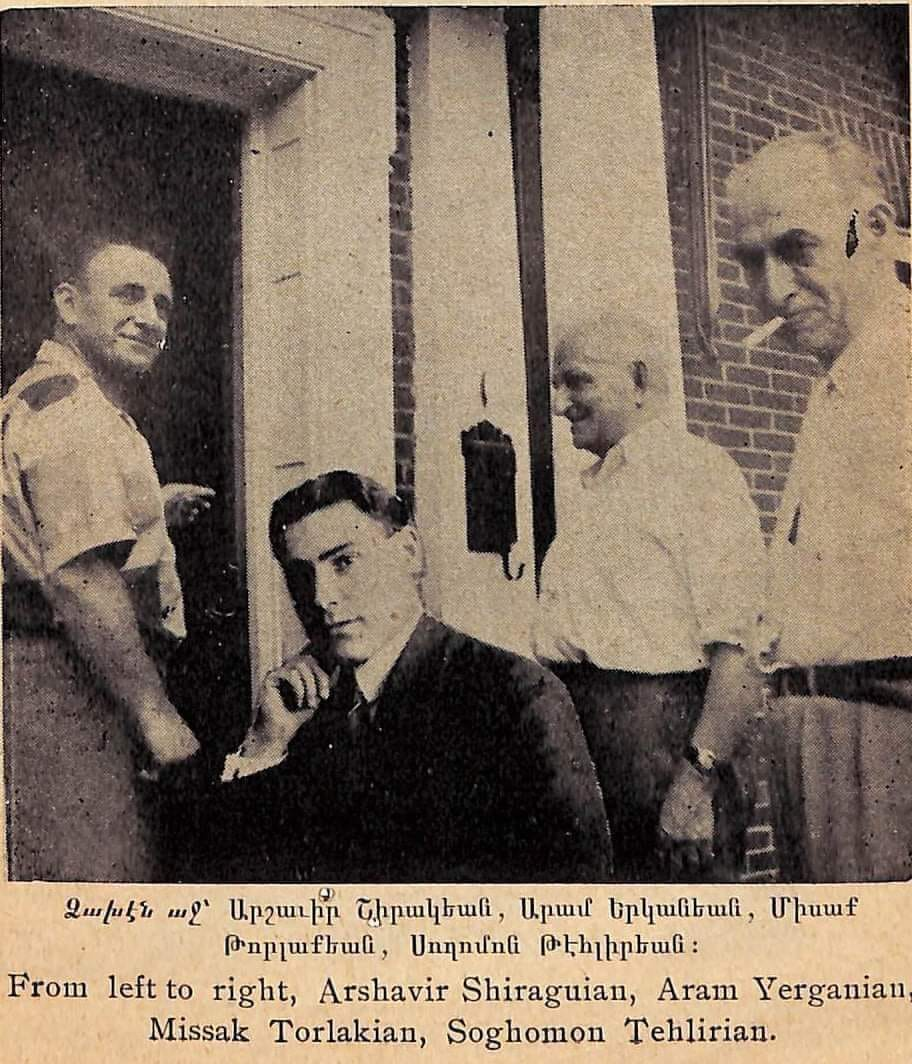

تهیلریان به صربستان نقل مکان نمود و در آنجا با آناهید تِتیکیان از اهالی ارزینجان ازدواج نمود. این زوج سپس به بلژیک نقل مکان نمودند و تا سال ۱۹۴۵ میلادی در آنجا زندگی کردند.
تهلیریان در روز ۲۳ مه ۱۹۶۰ در سن ۶۴ سالگی در فرزنو، کالیفرنیا درگذشت و در آرامستان آرارات فرزنو به خاک سپرده شد.

## نگارخانه

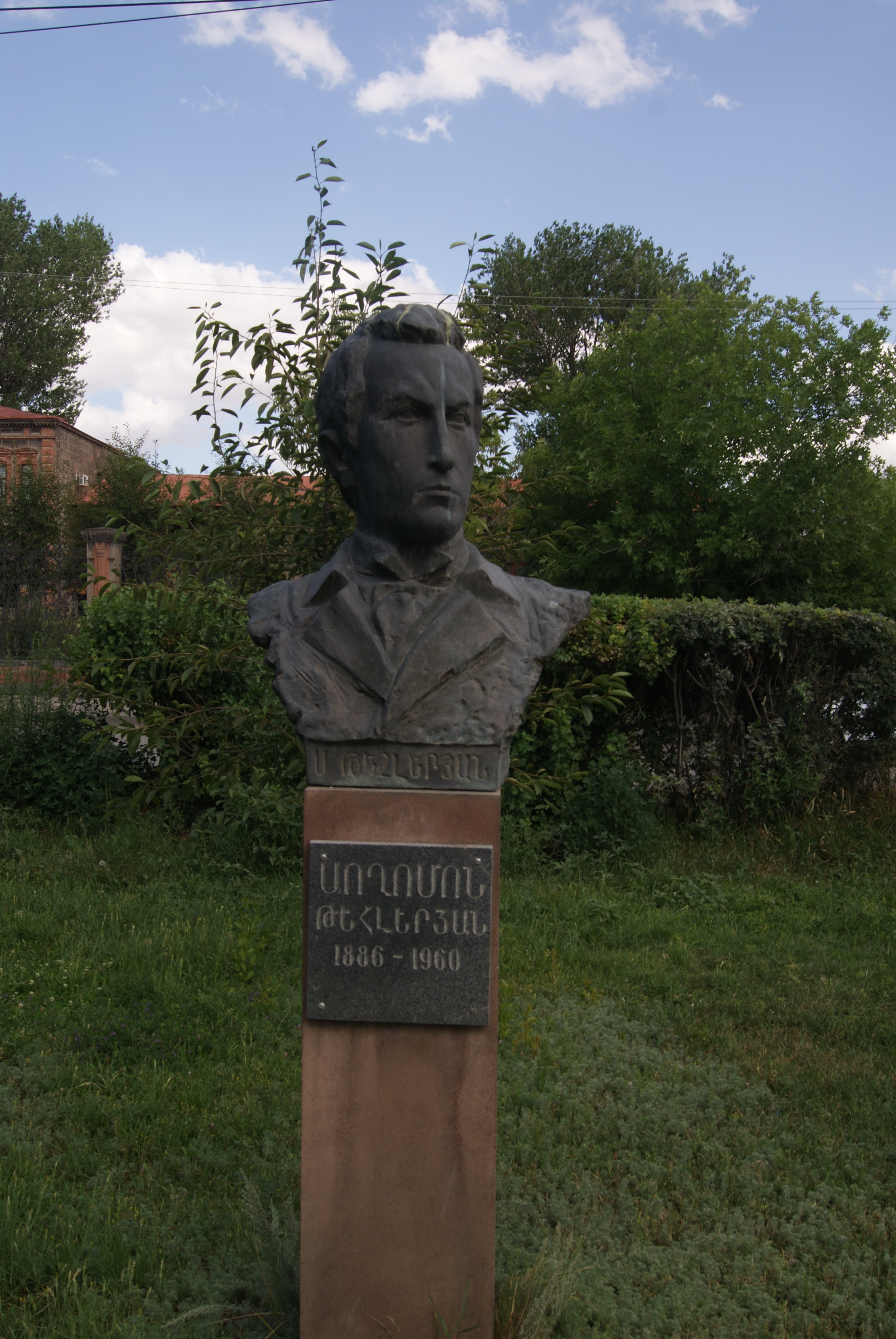
نیم تنه تهلیریان در گیومری
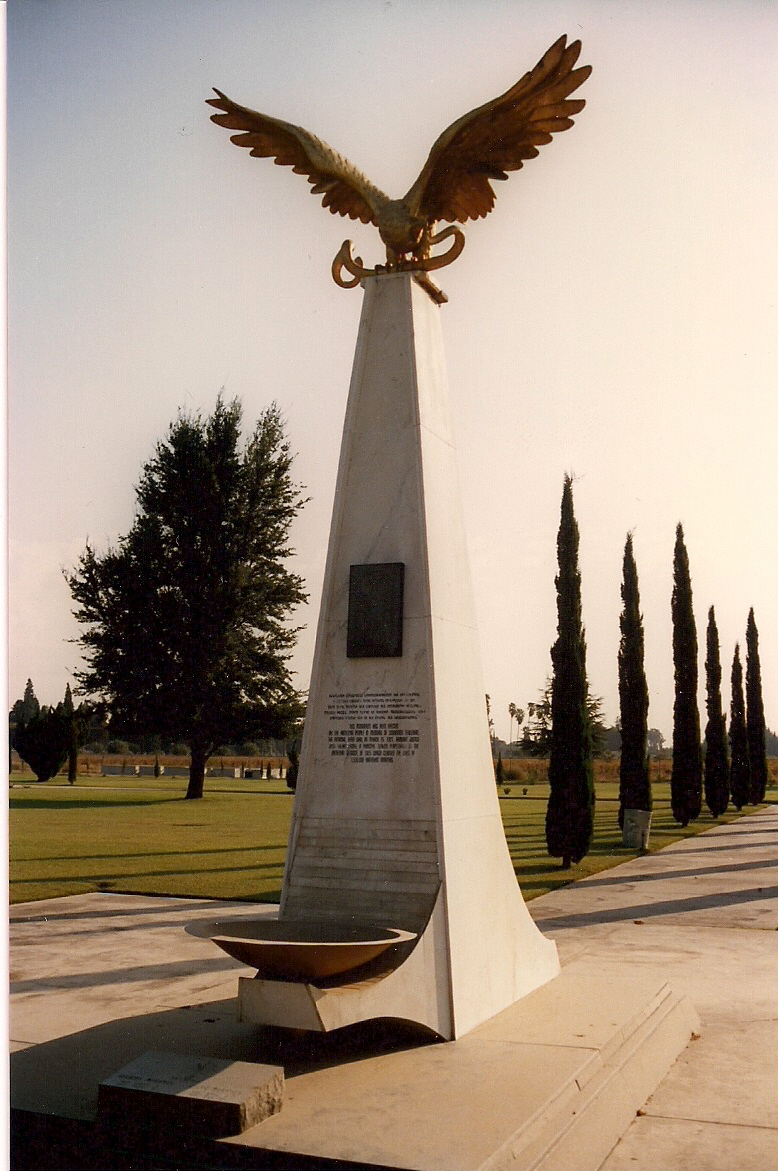
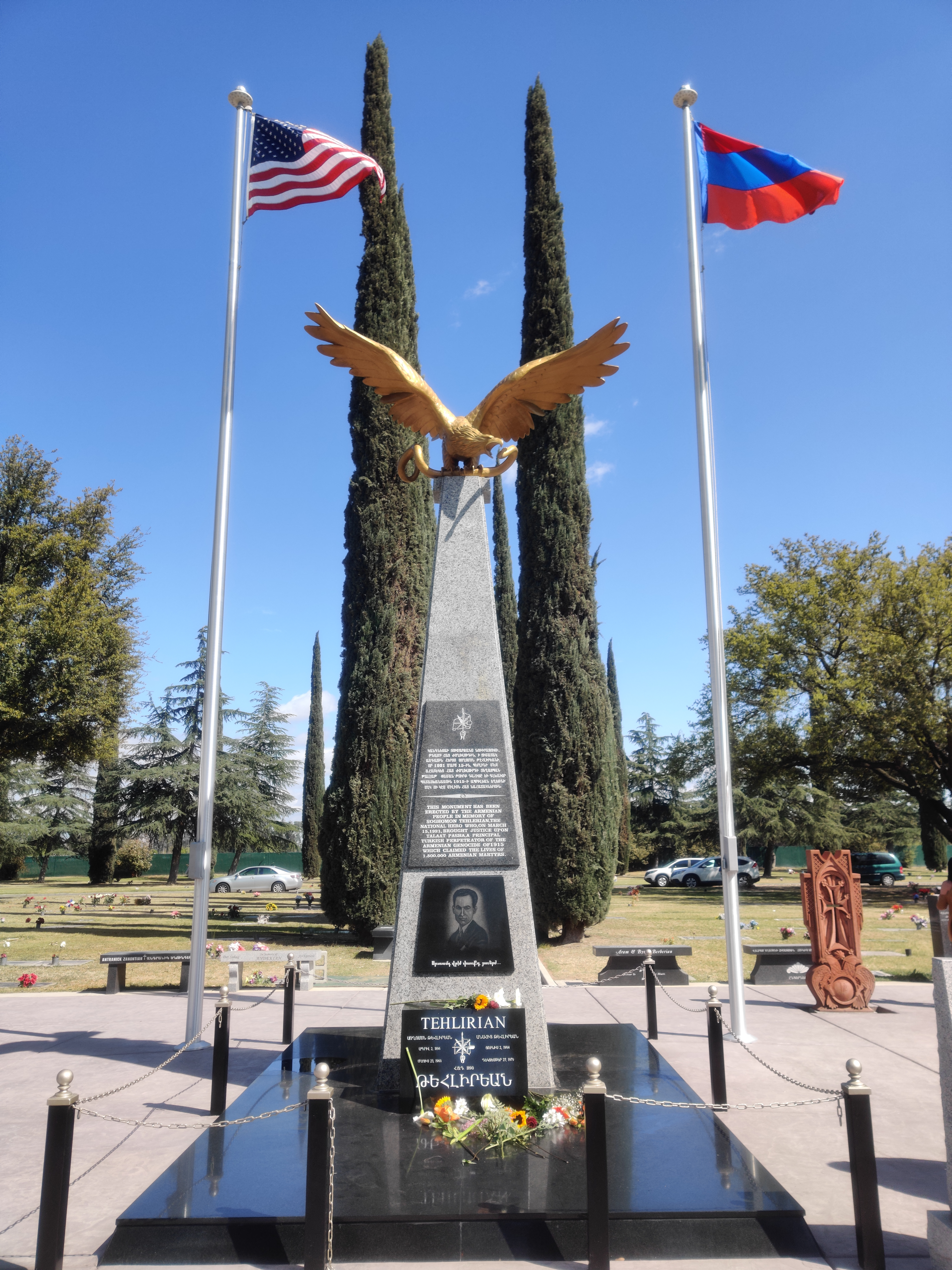